# Municipio de Montgomery (condado de Gibson)
El municipio de Montgomery (en inglés: Montgomery Township) es un municipio ubicado en el condado de Gibson en el estado estadounidense de Indiana. En el año 2010 tenía una población de 3996 habitantes y una densidad poblacional de 15,87 personas por km².

## Geografía
El municipio de Montgomery se encuentra ubicado en las coordenadas 38°17′33″N 87°43′50″O / 38.29250, -87.73056. Según la Oficina del Censo de los Estados Unidos, el municipio tiene una superficie total de 251.74 km², de la cual 237,34 km² corresponden a tierra firme y (5,72 %) 14,4 km² es agua.

## Demografía
Según el censo de 2010, había 3996 personas residiendo en el municipio de Montgomery. La densidad de población era de 15,87 hab./km². De los 3996 habitantes, el municipio de Montgomery estaba compuesto por el 97,7 % blancos, el 0,45 % eran afroamericanos, el 0,33 % eran amerindios, el 0,4 % eran asiáticos, el 0,3 % eran de otras razas y el 0,83 % eran de una mezcla de razas. Del total de la población el 1,33 % eran hispanos o latinos de cualquier raza.